# Wakaliwood
Wakaliwood, znane również jako Ramon Film Productions – ugandyjskie niezależne studio filmowe słynące z produkcji niskobudżetowych filmów akcji i komediowych. Zostało założone w 2005 przez Isaaca Godfreya Geoffreya Nabwanę, występującego najczęściej jako Nabwana I.G.G.
Wakaliwood jest znane z oryginalnego stylu i dynamicznych scen walki, a także stosowania prostych oraz budżetowych efektów specjalnych. Produkcje powstają w języku luganda i angielskim. Studio jest często uważane za przykład ducha i kreatywności w Afryce, a także za symbol walki z ograniczeniami w produkcji filmowej.
Wśród najbardziej znanych filmów Wakaliwood można wymienić: Kto zabił kapitana Alexa?, Bad Black, Tebaatusula czy Tebaatusula: Ebola.

## Historia
Założyciel Wakaliwood Isaac Nabwana spędził dzieciństwo w czasach brutalnego reżimu Idi Amina w latach 70. Jego rodzice zmarli wcześnie i był wychowywany przez dziadków. Podczas gdy dużą część Ugandy dotknęły przemoc i czystki etniczne, pola uprawne należące do dziadka Nabwany były stosunkowo spokojne. Wśród inspiracji filmowych z młodości Isaac wymieniał telewizyjne powtórki Hawaii Five-O i Logan's Run, a także hollywoodzkie kino akcji i sztuk walki. Tak naprawdę nigdy nie był w kinie, znał je wyłącznie z opisów, zwłaszcza swojego brata Roberta Kizito, z którym też namiętnie zaczytywał się w chińskich magazynach poświęconych kung-fu. W 2005, po odbyciu kursu komputerowego w zakresie edycji wideo i obejrzeniu samouczków na temat tworzenia filmów, Nabwana założył firmę Ramon Film Productions, nazywając ją na cześć swoich babć, Rachael i Moniki.
Jedną z pierwszym osób, które pomogły Wakaliwood osiągnąć rozpoznawalność w Ameryce oraz Europie, jest pochodzący z Nowego Jorku reżyser festiwalowy Alan Hofmanis. Udał się do Ugandy w celu nakręcenia filmu dokumentalnego po tym, jak przyjaciel pracujący w organizacji pozarządowej, pokazał mu umieszczony na YouTubie zwiastun filmu Kto zabił kapitana Alexa?. Po spotkaniu z Nabwaną i wyprodukowaniu filmu w Ramon Film Productions, Hofmanis przeprowadził się do Ugandy, aby pomóc promować kino Wakaliwood na całym świecie. Jest jednym z producentów wszystkich filmów wytwórni. Sporadycznie pracuje jako aktor przy niektórych tytułach, m.in. zagrał główną rolę w filmie Bad Black z 2016.
Studio większość rekwizytów i jibów tworzy we własnym zakresie z wszelkiego rodzaju dostępnych materiałów, a osobą w dużej mierze odpowiedzialną za ten proces jest Dauda Bisaso. Wśród rekwizytów znajduje się m.in. pełnowymiarowa rama helikoptera czy imitacja działka obrotowego. Teatralna krew używana do symulacji krwawych wystrzałów, jest robiona z prezerwatyw wypełnionych czerwonym barwnikiem spożywczym i przywiązanych do żyłki wędkarskiej. Studio wcześniej używało krowiej krwi, ale zaprzestano jej stosowania po tym, jak jeden z aktorów zachorował na brucelozę.
Isaac Nabwana jest reżyserem wszystkich filmów powstających w Wakaliwood. Sam też zajmuje się ich montażem, czego dokonuje przy użyciu starych komputerów, które sam składa.
2 marca 2015 Wakaliwood rozpoczęło kampanię na Kickstarterze, aby zebrać 160 dolarów na film Tebaatusula: Ebola. Do 1 kwietnia uzbierano 13 000 dolarów od 374 sponsorów. Tebaatusula: Ebola jest bezpośrednią kontynuacją Kto zabił kapitana Alexa? oraz remake filmu Tebaatusula z 2010, który zaginął po ogromnym skoku napięcia, który zniszczył dysk twardy zawierający film. We wrześniu tego samego roku ekipa Wakaliwood wzięła udział w Nyege Nyege Festival w Jinja i spędziła dwa dni kręcąc Attack on Nyege Nyege z uczestnikami festiwalu jako statystami.
W 2017 film Bad Black był wyświetlony na Seattle International Film Festival zdobywając wówczas bis w ostatnim dniu festiwalu. W 2019 członkowie gościli na Międzynarodowym Festiwalu Filmowym w Toronto, gdzie w ramach panelu Midnight Madness został puszczony film Crazy World.
W 2020 roku Wakaliwood współpracowało z niemieckim zespołem melodic death metalowym Heaven Shall Burn, dla którego wyreżyserowało teledysk do piosenki Eradicate z albumu Of Truth and Sacrifice. W tym samym roku premierę miał również film dokumentalny Once Upon a Time in Uganda przedstawiający historię Wakaliwood.

## Produkcje
- Ekisa Butwa (2008)
- Valentine: Satanic Day (2010)
- Tebaatusasula (2010)
- Kto zabił kapitana Alexa? (2010)
- The Return of Uncle Benon (2011)
- Rescue Team (2011)
- Bukunja Tekunja Mitti: The Cannibals (2012)
- Black: The Most C.I.D. Wanted (2012)
- The Crazy World: A Waka Starz Movie (2014)
- The Revenge (2015)
- Attack on Nyege Nyege Island (2016)
- Bad Black (2016)
- Once a Soja (Agubiri The Gateman) (2016)
- The Ivory Trap (2016)
- Kapitano (2016)
- Million Dollar Kid (2016)
- Bruce U (2017)
- Boda Boda Killer: Ani yamutta (2019)
- Kung Fu Brothers (2020)
- Isaak Ninja (2022)
- Kampala Afunda (2023)
- Ekyaapa (2023)
- Kino Kimenke (2023)
- Struggle (2023)
- Katonda Y'amanyi (2023)
- Operation Wakaliga: Fate and Blood (2024)[20]